# Cantonul Fiumalto-d'Ampugnani
Cantonul Fiumalto-d'Ampugnani este un canton din arondismentul Corte, departamentul Haute-Corse, regiunea Corsica, Franța.

## Comune
| Comune                 | Populație (1999) | Cod poștal | Cod INSEE |
| ---------------------- | ---------------- | ---------- | --------- |
| Casabianca             | 94               | 20237      | 2B069     |
| Casalta                | 50               | 20215      | 2B072     |
| Croce                  | 77               | 20140      | 2B101     |
| Ficaja                 | 52               | 20237      | 2B113     |
| Giocatojo              | 45               | 20237      | 2B125     |
| Pero-Casevecchie       | 128              | 20230      | 2B210     |
| Piano                  | 23               | 20131      | 2B214     |
| Poggio-Marinaccio      | 30               | 20237      | 2B241     |
| Poggio-Mezzana         | 626              | 20230      | 2B242     |
| Polveroso              | 39               | 20229      | 2B243     |
| La Porta               | 210              | 20237      | 2B246     |
| Pruno                  | 183              | 20264      | 2B252     |
| Quercitello            | 50               | 20237      | 2B255     |
| Scata                  | 49               | 20213      | 2B273     |
| Silvareccio            | 119              | 20215      | 2B280     |
| San-Damiano            | 52               | 20213      | 2B297     |
| San-Gavino-d'Ampugnani | 89               | 20213      | 2B299     |
| Taglio-Isolaccio       | 565              | 20230      | 2B318     |
| Talasani               | 731              | 20230      | 2B319     |
| Velone-Orneto          | 110              | 20230      | 2B340     |